# Samtgemeinde Lüchow (Wendland)
La comunità amministrativa di Lüchow (Wendland) (Samtgemeinde Lüchow (Wendland)) si trova nel circondario di Lüchow-Dannenberg nella Bassa Sassonia, in Germania.

## Suddivisione
Comprende 12 comuni:
1. Bergen an der Dumme
2. Clenze
3. Küsten
4. Lemgow
5. Lübbow
6. Lüchow (Wendland) (città)
7. Luckau (Wendland)
8. Schnega
9. Trebel
10. Waddeweitz
11. Woltersdorf
12. Wustrow (Wendland) (città)

Il capoluogo è Lüchow (Wendland).